# Never Gone
Never Gone — п'ятий студійний альбом гурту Backstreet Boys. Виданий 14 червня 2005 року лейблом Jive Records. Загальна тривалість композицій становить 47:34. Альбом дебютував в американському чарті Billboard 200 під номером 3 і розійшовся накладом 293 тис. примірників за перший тиждень. «Never Gone» стартував на першому місці в хіт-парадах Бразилії, Німеччини, Індії, Пакистану, Чилі, Південної Кореї, Японії. У США альбом став  платиновим з обсягом продажів 1100000 примірників. Його продажі по всьому світу становлять близько 10 млн екземплярів

## Список пісень
1. «Incomplete» — 3:59
2. «Just Want You To Know» — 3:53
3. «Crawling Back to You» — 3:43
4. «Weird World» — 4:12
5. «I Still…» — 3:49
6. «Poster Girl» — 3:56
7. «Lose It All» — 4:04
8. «Climbing The Walls» — 3:42
9. «My Beautiful Woman» — 3:38
10. «Safest Place To Hide» — 4:40
11. «Siberia» — 4:16
12. «Never Gone» — 3:46

### Бонус-треки
13. «Song For The Unloved» — 3:40
14. «Rush Over Me» — 3:29
15. «Movin' On» — 3:31